# Asus Eee PC

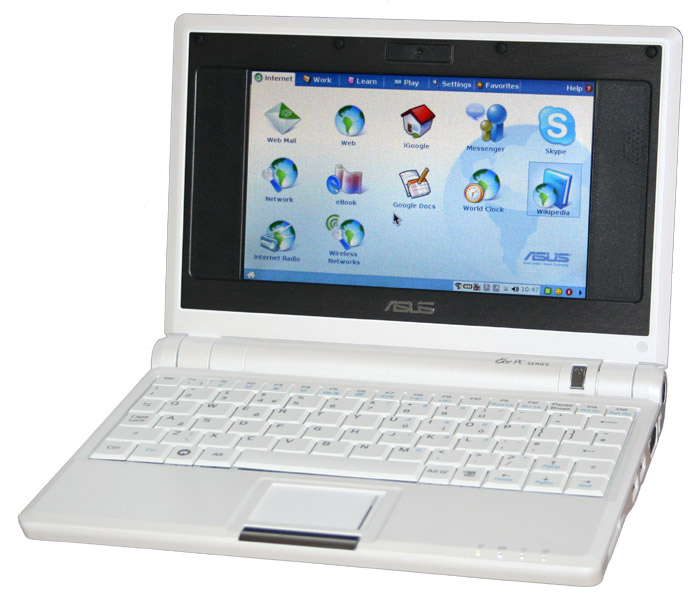
Asus Eee PC

Asus Eee PC är en serie bärbara datorer av modellen ULPC tillverkade av Asus. Eee PC är förhållandevis enkel i sitt utförande och var då den lanserades i Asien i början av oktober 2007 förhållandevis billig.
Namnet Eee PC kommer av tillverkarens reklamslogan Easy to learn, Easy to work, Easy to play (lätt att lära sig, lätt att arbeta, lätt att leka/spela) och uttalas /iː piː siː/ eller /eː peː seː/.
Konceptet har varit framgångsrikt, och flera konkurrenter har lanserat liknande modeller såsom Hewlett-Packard, Acer och Dell.

## Modellserier

### 700-serien
700-serien består av två olika varianter som båda väger strax under ett kg: den billigare 700 och den dyrare 701. Den dyrare varianten har kraftfullare processor, mer lagringsutrymme, batteri med längre drifttid samt webbkamera.
Samtliga modeller i serien har 7-tumsskärm, nätverkskort, trådlöst nätverk och 512 mebibyte arbetsminne. Tangentbordet är 82 % av fullstort, vilket betyder att de 10 tangenterna Q–P mäter 155 mm. Datorerna säljs med Xandros Linux förinstallerat och är utrustade med en flashdisk på mellan två och åtta gigabyte och en Celeron M-processor på mellan 571 och 900 megahertz.

### 900-serien
900-serien lanserades våren 2008 och har mer lagringsutrymme och kraftfullare processor. Modellerna i 900-serien säljs även med operativsystemet Microsoft Windows XP som alternativ till Ubuntu Linux.
Modellerna i serien väger mellan 1,1 och 1,4 kg, har 8,9-tumsskärm och en gigabyte arbetsminne. Tangentbordet är dock lika litet som på 700-serien. Processorn är antingen en Celeron M-processor på 900 megahertz eller en Intel Atom-processor. Lagringsutrymmet varierar mellan 12 och 20 gigabyte för de flashdiskutrustade modellerna. Det finns även en variant med konventionell hårddisk på 80 gigabyte.

### 1000-serien
1000-serien, som säljs under 2009, har 10-tumsskärm i upplösningen 1024×600. Tangentbordet är 92% av ett fullstort, så att de 10 tangenterna Q–P mäter 175 mm. Modellen 1000H har 160 GB hårddisk och en Intel Atom N270 processor i 1,6 GHz. Modellen väger 1,45 kg. Den något dyrare 1000HE har i stället processorn Atom N280 och ett kraftfullare batteri med 8700 mAh, som ger upp till 9,5 timmars drifttid. Modellen 1000HGO har inbyggt 3G-modem och säljs i paketerbjudande med 3G-abonnemang.

### 1015-serien
1015-serien, som lanserades 2010, har 10.1-tums skärm i upplösningen 1024x600. Modellerna 1015P och 1015PE har Atom N450 processorer och Intel GMA 3150 grafikchip. Modellen 1015PED har en Atom N475 processor. 1015PEM kommer med Atom N550, det vill säga en tvåkärnig processor på 1.5GHz. Modellen 1015NT sticker ut i det faktum att den inte har en processor från Intel, utan istället en AMD V105. Grafiken tillhandahålles här av ett ATI Radeon HD 4250 med stöd för uppspelning av 1080p video. Asus EEE 1015PN sticker också ut från den generella linjen av netbooks. Den kommer med en Atom N550 dual-core processor, och har inte bara ett grafikchip, utan två. Det primära Intel Graphics Media Accelerator 3150 är backat av ett Nvidia Ion chip. Detta har kapacitet för uppspelning av 1080p. Med hjälp av gränssnittet "Optimus" kan användaren växla mellan grafikkorten utan omstart, sätta upp egna preferenstablåer för att uppnå bästa möjliga balans mellan batteritid och prestanda. Samtliga modeller kommer med 1GB internminne, utbyggbart till max 2GB.

## Operativsystem och tillämpningsprogram
De första Asus Eee PC levererades med en specialversion av Xandros Linux, som använder ett förenklat fliksystem för navigering. I installationen ingick bland annat webbläsaren Mozilla Firefox, e-postprogrammet Mozilla Thunderbird och kontorspaketet Openoffice. De flesta modeller idag säljs med Microsoft Windows XP eller Windows 7.